# Соболь Наум Лазарович
Наум Лазарович Соболь (1891, місто Тульчин, тепер Вінницької області — 27 серпня 1967, Москва) — український радянський та профспілковий діяч, відповідальний секретар Зінов'ївського окружного комітету КП(б)У. Член ЦК КП(б)У в листопаді 1927 — червні 1930 року.

## Біографія
Народився в єврейській родині. Працював шофером-механіком. З 1906 року брав участь в революційній діяльності.
Член РСДРП(б) з 1911 року. У 1911—1912 роках за революційну діяльність зазнавав арештів та ув'язнення.
У 1912—1917 роках — в еміграції у Франції, був членом Паризької секції більшовиків. У 1917 році повернувся в Росію, був одним із організаторів Червоній гвардії в Одесі. У 1918—1919 роках — на підпільній більшовицькій роботі в місті Одесі.
З 1919 року — секретар районного партійного комітету КП(б)У міста Одеси, секретар фракції КП(б)У Одеської губернської ради профспілок, голова профспілки тютюнників у місті Одесі.
У 1927 — травні 1928 року — відповідальний секретар Зінов'ївського окружного комітету КП(б)У. Закінчив Промислову академію в Москві.
У 1931 — жовтні 1934 року — голова ЦК Спілки робітників автотракторної і авіаційної промисловості СРСР. У жовтні 1934 — вересні 1937 року — голова ЦК Спілки робітників авіаційної промисловості СРСР. Член Президії ВЦРПС.
З 1954 року — персональний пенсіонер союзного значення в Москві.
Помер 27 серпня 1967 року в Москві. Похований 31 серпня 1967 року на Новодівичому цвинтарі Москви.